# پیر دولادونشا
پیر دولادونشا (فرانسوی: Pierre Deladonchamps‎؛ زادهٔ ۱ ژوئن ۱۹۷۸) بازیگر اهل فرانسه است.
او در ۳۹مین دورهٔ جوایز سزار، بابت ایفای نقش در فیلم غریبه کنار دریاچه، برندهٔ جایزهٔ «آینده‌دارترین بازیگر مرد» شد.
او در فیلم ابدیت بازی کرده‌است.

## فیلم‌ها
- ابدیت
- غریبه کنار دریاچه
- ابدیت
- عکس خانوادگی
- فرشته متأسف